# Sergei Lowatschow
Sergei Wladimirowitsch Lowatschow (russisch Сергей Владимирович Ловачёв, engl. Transkription Sergey Lovachov; * 18. Mai 1959) ist ein ehemaliger usbekischer Sprinter, der sich auf den 400-Meter-Lauf spezialisiert hatte und in den 1980er Jahren für die Sowjetunion startete.
Bei der 4-mal-400-Meter-Staffel der Weltmeisterschaften 1983 in Helsinki gewann er mit der sowjetischen Mannschaft die Goldmedaille. Im Jahr darauf siegte er über 400 Meter bei den Halleneuropameisterschaften 1984 in Göteborg.

## Persönliche Bestzeit
- 400 m: 45,37 s, 22. Februar 1984, Kiew (usbekischer Rekord)